# Daihatsu Gran Move
La Daihatsu Gran Move, aussi appelée Grand Move ou Pyzar, est une voiture compacte du constructeur automobile japonais Daihatsu proposée en une seule carrosserie de type minispace. Elle a été fabriquée entre 1996 et 2002, et est issue du concept-car Daihatsu X-1, présenté au Salon de Francfort 1995.

## Gamme japonaise
La Pyzar est lancé en août 1996 dotée d'un moteur 1,5 litre type HE-EG de 100 ch associé à une boîte manuelle 5 vitesses ou automatiques à 4 rapports, en traction ou quatre roues motrices et deux niveaux de finitions (CL et CX).
En septembre 1997, la gamme est réorganisée. Les CL et CX 4x4 sont dotées d'un 1,6 litre type HD-EP de 115 ch qui équipe également une nouvelle finition baptisée Aero Custom d'allure sportive. Un an plus tard, la finition CL est remplacée par la CL Limited.
En septembre 1999, la finition CX disparait. La CL Limited demeure tandis que l'Aero Custom devient CL Aero Version, l'Aero Down Custom coiffant la gamme. Le 1.5 litre n'est plus disponible qu'en CL Limited et traction avant (Boîte manuelle ou automatique). À cette occasion, le Gran Move reçoit quelques retouches esthétiques intérieure et extérieure (calandre, clignotants avant blancs…).
La production du Pyzar est arrêtée en août 2002.
Les différents types de Pyzar :
- G303 : 1,5 litre, deux roues motrices,
- G313 : 1,5 litre, quatre roues motrices,
- G301 : 1,6 litre, deux roues motrices,
- G311 : 1,6 litre, quatre roues motrices.

## Gamme française
Annoncée en février 1997, la Daihatsu Gran Move est inscrite au catalogue à partir de novembre. Elle est uniquement disponible en deux roues motrices (traction), une seule motorisation (1,5 litre de 90 ch) et deux niveaux de finition : S (airbags conducteur et passager, direction assistée, banquette fractionnable 50/50, vitres teintées…) et X (idem + vitres avant électriques, verrouillage centralisé et climatisation manuelle). La boîte automatique est proposée en option comme la peinture métallisée ou bicolore. En octobre 1998, les finitions s'appellent désormais "S Biarritz" et "X Biarritz", sans changement autre que la suppression de la boîte automatique sur la première et de la climatisation sur la seconde. Une troisième version apparait et se nomme "Why not white", identique à la X Biarritz en termes d'équipement mais se singularise par sa peinture bicolore blanc/argent.
En janvier 2000, le 1.5 laisse place au 1,6 litre (91 ch) et la carrosserie bénéficie du lifting de mi-carrière apparu quelques mois auparavant au Japon. La dotation de base s'enrichit puisque la finition S s'apparente à l'ex-X Biarritz (l'ABS en supplément), complétée des rétroviseurs électriques et de la climatisation manuelle sur la X. Seule cette dernière peut être équipée de la transmission automatique en sus. La commercialisation s'achève en juillet 2002.